# Pseudoatta argentina
Pseudoatta argentina (лат.) — вид муравьёв, единственный в составе рода Pseudoatta из трибы грибководов Attini подсемейства Myrmicinae (Formicidae). Социальные паразиты листорезов Acromyrmex. Касты рабочих нет. Длина самок 6 мм; мандибулы с 7-8 зубцами. Стебелёк между грудкой и брюшком состоит из двух члеников: петиолюса и постпетиолюса (последний чётко отделён от брюшка), жало развито, куколки голые (без кокона).

## Распространение
Вид характерен исключительно для Нового Света и встречается только в Неотропике.

## Классификация
В составе вида два подвида.
- Pseudoatta argentina Gallardo, 1916[1]
  - Pseudoatta argentina platensis Santschi, 1926  (недоступная ссылка)
  - Pseudoatta argentina argentina Gallardo, 1916  (недоступная ссылка)

## Красная книга МСОП
Pseudoatta argentina включён в Международную Красную книгу как редкий и, возможно, исчезающий вид.